# Woodlawn Park, Kentucky
Woodlawn Park är en inkorporerad ort i Jefferson County i Kentucky. Vid 2020 års folkräkning hade Woodlawn Park 947 invånare.